# Баум, Герхарт
Герхарт Рудольф Баум (нем. Gerhart Rudolf Baum; 28 октября 1932, Дрезден — 15 февраля 2025, Кёльн) — немецкий политик, член Свободной демократической партии, адвокат, общественный деятель в области защиты прав человека.

## Биография
Герхарт Баум родился в образованной буржуазной семье, его дед и отец были адвокатами. Мать - русская. После бомбардировки Дрездена в феврале 1945 года мать Герхарта с тремя детьми выехала сначала в Тегернзе, а 1950 году Баумы перебрались в Кёльн. Отец Герхарта умер в советском плену. По окончании школы Баум изучал юриспруденцию в Кёльнском университете, в 1957 году успешно сдал первый государственный экзамен на юриста. После стажировки в 1961 году сдал второй экзамен. Работал адвокатом в Кёльне, в 1962—1972 годах входил в правление Федерального объединения союзов работодателей Германии. В 1994 году вернулся к адвокатской деятельности и с 2007 года является старшим партнёром в адвокатской конторе Baum, Reiter & Collegen, специализирующейся на защите прав вкладчиков и потребителей. Герхарт Баум представлял интересы родственников жертв авиационной катастрофы в Рамштайне и крушения «Конкорда», а также советских граждан, угнанных на принудительные работы в Германию.
В 1954 году вступил в ряды СвДП. В 1972—1994 годах был депутатом бундестага. В 1972—1978 годах Баум был парламентским секретарём Министерства внутренних дел. В 1978—1982 годах занимал пост министра внутренних дел. С 1982 по 1991 год он занимал должность заместителя председателя СвДП.
Герхарт Баум был женат вторым браком, у него трое детей из первого брака, проживал в Кёльне и Берлине.
Умер 15 февраля 2025 года в возрасте 92 лет.